# Västra Mullejaure
Västra Mullejaure är en sjö i Arjeplogs kommun i Lappland och ingår i Umeälvens huvudavrinningsområde. Sjön har en area på 3,92 kvadratkilometer och ligger 443 meter över havet. Sjön avvattnas av vattendraget Ravesjbäcken.

## Delavrinningsområde
Västra Mullejaure ingår i det delavrinningsområde (730171-158511) som SMHI kallar för Utloppet av Västra Mullejaure. Medelhöjden är 477 meter över havet och ytan är 19,86 kvadratkilometer. Det finns inga avrinningsområden uppströms utan avrinningsområdet är högsta punkten. Ravesjbäcken som avvattnar avrinningsområdet har biflödesordning 4, vilket innebär att vattnet flödar genom totalt 4 vattendrag innan det når havet efter 377 kilometer. Avrinningsområdet består mestadels av skog (66 procent) och sankmarker (15 procent). Avrinningsområdet har 3,92 kvadratkilometer vattenytor vilket ger det en sjöprocent på 19,7 procent.